# Claudia Yurley Quintero Rolón
Claudia Yurley Quintero Rolón (Cúcuta, 3 de diciembre de 1980) es una líder social y activista colombiana.
Defensora de los derechos de las mujeres y las víctimas del flagelo de la trata de personas en Colombia. 

## Biografía
Nació en Cúcuta, cerca a la frontera que comparten Colombia y Venezuela, es víctima de desplazamiento forzado en el marco del conflicto armado colombiano, a manos del Bloque Catatumbo, grupo paramilitar parte de las denominadas Autodefensas Unidas de Colombia.

La violencia se instaló en nuestra ciudad con los toques de queda y muertes de vecinos y amigos. Era el pan diario. Desde jovencita fui lideresa social y sufrí diferentes tipos de violencias por parte de grupos armados que se disputaban el control territorial. Finalmente, tuve que desplazarme forzadamente a Bogotá, pues fui declarada objetivo militar y tenía que irme de mi tierra, si quería salvar mi vida.

Durante el gobierno de Álvaro Uribe Vélez (2002 – 2010), se vio obligada a exiliarse en Argentina con su pareja y sus dos hijos, porque su defensa de los derechos humanos la volvió víctima de persecución política en Colombia.
Desde ese país, Quintero conoció el tema de la trata de personas a través de Red Alto al Tráfico y la Trata de personas (RATT), y apoyó el rescate de al menos 200 colombianos que eran víctimas de este flagelo en ese país.
Es la directora de Anne Frank, una corporación fundada el 19 de marzo de 2010 en Bogotá, Colombia, por víctimas del conflicto armado, con el objetivo de mejorar la calidad de vida y el bienestar común; y promover y proteger los derechos humanos de las poblaciones vulnerables del país.
Desde la Corporación Anne Frank, Claudia Quintero Rolón ha enfocado su lucha en la defensa de las víctimas de trata de personas al interior del país, especialmente en la desaparecida zona del Bronx en el centro de Bogotá.
Además, desde esta ONG Quintero trabaja en la formación de espacios de defensa de las víctimas e incidencia política, realizando informes y presentando denuncias de forma pública y buscando soluciones a las problemáticas que han provocado la guerra en Colombia, publicando documentos de investigación y notas de prensa visibilizando los casos de violaciones a los derechos humanos dentro del marco del conflicto armado colombiano y en cuanto a migración, desplazamiento forzado, refugio y trata de personas.

### Amenazas
Tras su regreso al país, Quintero ha sido blanco de amenazas por la labor que desarrolla en pro de las mujeres y las víctimas de la trata de personas. En noviembre de 2018 fue víctima de un atentado con arma de fuego, del que salió ilesa, gracias a la rápida acción del esquema de seguridad que le provee la Unidad Nacional de Protección. En enero de 2020 solicitó protección adicional al gobierno de Iván Duque.

### Discurso de la dignidad ante la Corte Constitucional
El 16 de agosto de 2018, Claudia Quintero Rolón, pronunció el “Discurso de la Dignidad” ante los magistrados de la Corte Constitucional de Colombia, en el marco de la audiencia pública convocada por ese tribunal para definir el alcance de las competencias de los entes territoriales en la regulación del uso del suelo para el ejercicio del trabajo sexual.

## Distinciones
En 2022 fue elegida Mujer Cafam, entre las 29 candidatas que representaban a igual número de departamentos del territorio nacional.
- Premio 35 Mujer Cafam, Bogotá Colombia 2022[18][19]